# Central Queensland FC
Der Central Queensland Football Club (kurz Central Queensland FC) war ein Fußballverein aus dem australischen Rockhampton im Bundesstaat Queensland.

## Geschichte
Der Verein wurde 2012 gegründet und nahm im Folgejahr erstmals an der zweitklassigen National Premier League teil. Die erste Saison verlief mit Platz 11 und über 100 Gegentoren enttäuschend. Da der Verein auch finanzielle Schwierigkeiten hatte, war eine Teilnahme an der nächsten Saison zunächst ungewiss. Nachdem der Verein noch an den ersten Spielen der Spielzeit 2014 teilgenommen hatte, wurde ihm im März 2014 vom Regionalverband die Lizenz entzogen.